# Falsomordellina
Falsomordellina es un género de coleóptero de la familia Mordellidae.

## Especies
Las especies de este género son:
- Falsomordellina amamiana (Nomura, 1961)
- Falsomordellina luteoloides (Nomura, 1961)
- Falsomordellina nigripennis Nomura, 1967
- Falsomordellina ohsumiana (Nakane, 1957)
- Falsomordellina vagevittata